# جد كولينز
جد كولينز (بالإنجليزية: Jed Collins)‏ هو لاعب كرة قدم أمريكية أمريكي، ولد في 3 مارس 1986 في سان جوان كابيسترانو في الولايات المتحدة.

## وصلات خارجية
- جد كولينز على موقع مرجع كرة القدم المحترفة.كوم (الإنجليزية)